# Верховлянская волость
Верховлянская волость — волость в составе Коломенского уезда Московской губернии. Существовала до 1929 года. Центром волости было село Верховлянь.
По данным 1922 года в Верховлянской волости было 9 сельсоветов: Больше-Лупаковский, Верховлянский, Дорковский, Захаровский, Колединский, Костомаровский, Леонтьевский, Марьино-Псаревский и Пасыкинский.
В 1923 году Марьино-Псаревский с/с был перерименован в Псаревский.
В 1926 году Псаревский с/с был переименован в Марьинский.
В ходе реформы административно-территориального деления СССР в 1929 году Верховлянская волость была упразднена.